# Mariano Hood
Mariano Hood es un tenista argentino, nacido el 14 de agosto de 1973 en Buenos Aires y criado en Cipolletti. Actualmente se desempeña como entrenador del tenista azuleño Federico Delbonis, tras muchos años de acompañar en el circuito al correntino Leonardo Mayer.

## Torneos ATP (13; 0+13)

### Dobles (13)

#### Títulos
| Leyenda                |
| Grand Slam (0)         |
| Tennis Masters Cup (0) |
| ATP Masters Series (0) |
| ATP Tour (13)          |

| N.º | Fecha                    | Torneo       | Superficie    | Pareja           | Oponentes en la final                | Resultado         |
| --- | ------------------------ | ------------ | ------------- | ---------------- | ------------------------------------ | ----------------- |
| 1.  | 9 de noviembre de 1998   | Santiago     | Tierra batida | Sebastián Prieto | Massimo Bertolini Devin Bowen        | 6-3 6-2           |
| 2.  | 9 de agosto de 1999      | San Marino   | Tierra batida | Lucas Arnold Ker | Petr Pála Pavel Vízner               | 6-3 6-2           |
| 3.  | 4 de octubre de 1999     | Palermo      | Tierra batida | Sebastián Prieto | Lan Bale Alberto Martín              | 6-3 6-1           |
| 4.  | 28 de enero de 2001      | Bogotá       | Tierra batida | Sebastián Prieto | Martín Rodríguez André Sá            | 6-2 6-4           |
| 5.  | 10 de febrero de 2003    | Viña del Mar | Tierra batida | Agustín Calleri  | František Čermák Leoš Friedl         | 6-3 1-6 6-4       |
| 6.  | 17 de febrero de 2003    | Buenos Aires | Tierra batida | Sebastián Prieto | Lucas Arnold Ker David Nalbandian    | 6-2 6-2           |
| 7.  | 22 de septiembre de 2003 | Valencia     | Tierra batida | Lucas Arnold Ker | Brian MacPhie Nenad Zimonjić         | 6-1 6-7(7) 6-4    |
| 8.  | 22 de septiembre de 2003 | Palermo      | Tierra batida | Lucas Arnold Ker | František Čermák Leoš Friedl         | 7-6(6) 6-7(3) 6-4 |
| 9.  | 16 de febrero de 2004    | Buenos Aires | Tierra batida | Lucas Arnold Ker | Federico Browne Diego Veronelli      | 7-5 6-7(2) 6-4    |
| 10. | 17 de mayo de 2004       | Sankt Pölten | Tierra batida | Petr Pála        | Tomáš Cibulec Leoš Friedl            | 3-6 7-5 6-4       |
| 11. | 27 de septiembre de 2004 | Bucarest     | Tierra batida | Lucas Arnold Ker | José Acasuso Óscar Hernández         | 7-6(5) 6-1        |
| 12. | 27 de septiembre de 2004 | Palermo      | Tierra batida | Lucas Arnold Ker | Gastón Etlis Martín Rodríguez        | 7-5 6-2           |
| 13. | 26 de septiembre de 2005 | Palermo      | Tierra batida | Martín García    | Mariusz Fyrstenberg Marcin Matkowski | 6-2 6-3           |

#### Finalista(13)
| Leyenda                |
| Grand Slam (0)         |
| Tennis Masters Cup (0) |
| ATP Masters Series (0) |
| ATP Tour (13)          |

| N.º | Fecha                    | Torneo       | Superficie    | Pareja           | Oponentes en la final              | Resultado      |
| --- | ------------------------ | ------------ | ------------- | ---------------- | ---------------------------------- | -------------- |
| 1.  | 5 de agosto de 1996      | San Marino   | Tierra batida | Sebastián Prieto | Pablo Albano Lucas Arnold Ker      | 1-6 3-6        |
| 2.  | 10 de agosto de 1998     | San Marino   | Tierra batida | Sebastián Prieto | Jiří Novák David Rikl              | 4-6 6-7        |
| 3.  | 11 de septiembre de 2000 | Bucarest     | Tierra batida | Devin Bowen      | Alberto Martín Eyal Ran            | 6-7(4) 1-6     |
| 4.  | 12 de febrero de 2001    | Viña del Mar | Tierra batida | Sebastián Prieto | Lucas Arnold Ker Tomás Carbonell   | 4-6 6-2 3-6    |
| 5.  | 19 de febrero de 2001    | Buenos Aires | Tierra batida | Sebastián Prieto | Lucas Arnold Ker Tomás Carbonell   | 7-5 5-7 6-7(5) |
| 6.  | 7 de abril de 2003       | Estoril      | Tierra batida | Lucas Arnold Ker | Mahesh Bhupathi Max Mirnyi         | 1-6 2-6        |
| 7.  | 7 de julio de 2003       | Båstad       | Tierra batida | Lucas Arnold Ker | Simon Aspelin Massimo Bertolini    | 7-6(3) 0-6 4-6 |
| 8.  | 20 de octubre de 2003    | Basilea      | Moqueta       | Lucas Arnold Ker | Mark Knowles Daniel Nestor         | 4-6 2-6        |
| 9.  | 26 de abril de 2004      | Barcelona    | Tierra batida | Sebastián Prieto | Mark Knowles Daniel Nestor         | 6-4 3-6 4-6    |
| 10. | 25 de octubre de 2004    | Basilea      | Moqueta       | Lucas Arnold Ker | Bob Bryan Mike Bryan               | 6-7(11) 2-6    |
| 11. | 4 de abril de 2005       | Valencia     | Tierra batida | Lucas Arnold Ker | Fernando González Martín Rodríguez | 4-6 4-6        |
| 12. | 16 de mayo de 2005       | Sankt Pölten | Tierra batida | Martin Damm      | Lucas Arnold Ker Paul Hanley       | 3-6 4-6        |
| 13. | 18 de julio de 2005      | Stuttgart    | Tierra batida | Tommy Robredo    | José Acasuso Sebastián Prieto      | 6-7(4) 3-6     |

#### Clasificación en torneos del Grand Slam (dobles)
| Torneo               | 2005 | 2004 | 2003 | 2002 | 2001 | 2000 | 1999 | 1998 | Títulos |
| -------------------- | ---- | ---- | ---- | ---- | ---- | ---- | ---- | ---- | ------- |
| Abierto de Australia | 2r   | 1r   | 1r   | 2r   | 1r   | 1r   | 1r   | -    | 0       |
| Roland Garros        | CF   | 2r   | CF   | 3r   | 1r   | 1r   | 3r   | 3r   | 0       |
| Wimbledon            | 2r   | 2r   | 1r   | 1r   | 1r   | 1r   | 1r   | 1r   | 0       |
| US Open              | 1r   | 2r   | 3r   | 1r   | 1r   | 2r   | 2r   | 1r   | 0       |
| Tennis Masters Cup   | -    | -    | -    | -    | -    | -    | -    | -    | 0       |